# 1718 az irodalomban
Az 1718. év az irodalomban.

## Születések

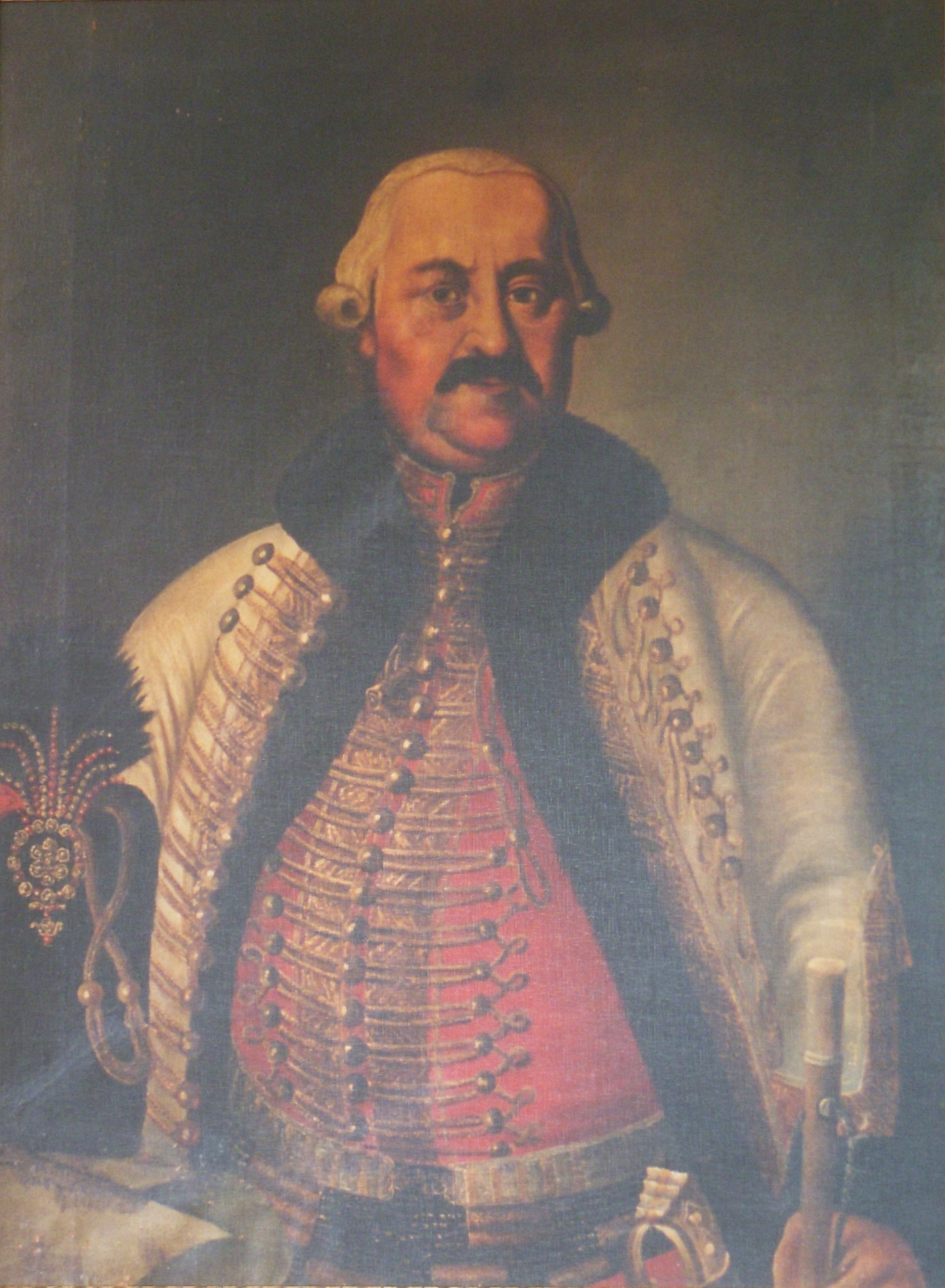
Orczy Lőrinc

- április 7. – Hugh Blair skót lelkész, szónok, az edinburgh-i egyetem retorikai és széptani (Rhetoric and Belles Lettres) professzora († 1800)
- augusztus 9. – Orczy Lőrinc magyar főispán, tábornok, költő († 1789)
- szeptember 15. – Baculard d'Arnaud francia költő, író, drámaíró († 1805)
- 1718 – Karai Szenrjú japán antológiaszerkesztő és költő, a tréfás alkalmi vers, a szenrjú műfajának megteremtője († 1790)

## Halálozások
- október 1. – Otrokocsi Fóris Ferenc bölcseleti, teológiai és jogi doktor, a barokk gályarab-irodalom képviselője (* 1648)
- március 4. – Rozsnyai Dávid erdélyi diplomata, történetíró, fordító, a barokk próza képviselője (* 1641)